# غوستاف دي بومونت
غوستاف دي بومونت (بالفرنسية: Gustave de Beaumont)‏ (و. 1802 – 1866 م) هو سياسي، ودبلوماسي، وكاتب فرنسي، كان عضوًا في أكاديمية العلوم الأخلاقية والسياسية الفرنسية، توفي في تور، عن عمر يناهز 64 عاماً.

## مناصب
تولى منصب سفير فرنسا لدى النمسا ‏ (سبتمبر 1849–ديسمبر 1849)
- سفير فرنسا لدى المملكة المتحدة ‏ (1848–1848)
- نائب فرنسي (15 ديسمبر 1839–2 ديسمبر 1851)

.

## جوائز
حصل على جوائز منها:

وسام جوقة الشرف من رتبة فارس

## روابط خارجية
- غوستاف دي بومونت على موقع الموسوعة البريطانية (الإنجليزية)